# チャールズ・フリッツ
チャールズ・フリッツ (Charles Fritts, 1850年 - 1903年) は、1883年に最初の働くセレンセルを作成したとされるアメリカ合衆国の発明家である。
フリッツのセレンセルを使用した世界初の屋上ソーラーアレイは、1884年にニューヨーク市の屋上に設置された。
フリッツは、半導体素材セレンを非常に薄い金の層でコーティングした。得られたセルは、セレンの特性のため、変換電気効率が約1％にすぎなかった。これは、材料の高コストと相まって、エネルギー供給のためのそのようなセルの使用を妨げた。しかし、セレンセルは他の用途を見いだされた。たとえば、写真カメラの露出タイミング用の光センサーとして、1960年代まで一般的に使用された。
1950年代から1960年代にかけて5%を超える効率に達したシリコンp/n接合セルのラッセル・オールの1941年の開発後、太陽電池は電力用途に実用的になった。
2006年までに、最高のシリコン太陽電池は40%以上の効率で、工業平均は17%を超えた。